# Zoisit
Zoisitul este un mineral destul de rar, un silicat de calciu și aluminiu denumit după comerciantul austriac „Siegmund Freiherr von Zois” (1747-1819). Mineralul cristalizează în sistemul ortorombic, având formula chimică Ca2Al3(SiO4)3OH. Se prezintă sub formă de agregate masive, granulate, sau radiare, uneori prismatice.
Mineralul are culori variate, agregatele masive au frecvent un luciu mat, pe când formele cristaline au un luciu sticlos.

## Varietăți
Varietățile de zoisit cunoscute până în prezent sunt:
- Anyolith - varietate verde, frecvent asociată cu rubinul
- Tanzanit - albastru, albastru-violet, descoperit în 1967 în Tanzania
- Thulit - roșu, datorită conținutului în mangan

## Răspândire
Zoisitul se formează prin procese metamorfice, din rocile bogate în calciu, ca piroxeni-gneis sau amfiboli, sau prin metamorfoză de contact din marmură.
Locuri unde s-a găsit zoisit: Salzburg și Saualpe în Austria, Zermatt în Elveția, Lexviken în Norvegia, Traversella in Italia, Alchuri în Pakistan și Arusha în Tanzania.

## Utilizare
Varietățile Thulit și Tanzanit sunt folosite ca pietre semipretioase.